# Cryptolepis arbuscula
Cryptolepis arbuscula là một loài thực vật có hoa trong họ La bố ma. Loài này được (Radcl.-Sm.) Venter mô tả khoa học đầu tiên năm 1997.